# عادل خان
عادل خان (اردو: عادل خان؛ زاده ۳ فوریهٔ ۱۹۸۳) یک هنرپیشه اهل نروژ است. وی از سال ۲۰۰۶ میلادی تاکنون مشغول فعالیت بوده‌است.